# Eupterote phalaenaria
Eupterote phalaenaria är en fjärilsart som beskrevs av Felder 1874. Eupterote phalaenaria ingår i släktet Eupterote och familjen Eupterotidae. Inga underarter finns listade i Catalogue of Life.